# Кампо-де-Пеньяранда
Ка́мпо-де-Пеньяра́нда (исп. Comarca de Peñaranda de Bracamonte)  — район (комарка) в Испании, входит в провинцию Саламанка в составе автономного сообщества Кастилия и Леон.

## Муниципалитеты
1. Аларас
2. Альконада
3. Альдеасека-де-ла-Фронтера
4. Арабайона-де-Мохика
5. Бабилафуэнте
6. Боведа-дель-Рио-Альмар
7. Канталапьедра
8. Кантальпино
9. Кантарасильо
10. Кордовилья
11. Эль-Кампо-де-Пеньяранда
12. Уэрта
13. Макотера
14. Мальпартида
15. Мансера-де-Абахо
16. Мориньиго
17. Нава-де-Сотробаль
18. Паласиосрубиос
19. Парадинас-де-Сан-Хуан
20. Пеньяранда-де-Бракамонте
21. Поведа-де-лас-Синтас
22. Рагама
23. Сальмораль
24. Сантиаго-де-ла-Пуэбла
25. Тарасона-де-Гварения
26. Тордильос
27. Вентоса-дель-Рио-Альмар
28. Вильяфлорес
29. Вильяр-де-Гальимасо
30. Вильория
31. Вильоруэла
32. Сорита-де-ла-Фронтера